# 近无柄鳞果星蕨
近无柄鳞果星蕨（学名：Lepidomicrosorium subsessile）为水龙骨科鳞果星蕨属下的一个种。

## 扩展阅读
- 維基物種上的相關：近无柄鳞果星蕨